# Iza Hamerníková-Grégrová
Iza Hamerníková-Grégrová v matrice Isabella Grögrová (30. listopadu 1878 Kralovice – 23. března 1962 Vaduz Lichtenštejnsko) byla česko-lichtenštejnská herečka a pedagožka.

## Životopis
Zdroje uvádějí chybný rok narození 1879. Její rodiče byli Leopold Gröger, c. k. "místodržitelný sekretář" v Kralovicích a Marie Grögrová-Czernhausová, vzali se 23. 1. 1869. Měla čtyři starší sourozence: Bedřicha, Františku, Konstantina a Leopolda. Iza se 14. 10. 1908 provdala v Londýně za Josefa Hamerníka (10. 5. 1872), majitele realit a syna Josefa Hamerníka. V Berlíně se jim 30. 11. 1908 narodil syn Josef.
V roce 1895 se krátce školila u O. Sklenářové. Po dvou vystoupeních s ochotníky zahrála v Národním divadle na angažmá 6 představení a byla ihned přijata. Členkou Národního divadla byla letech 1895–1908, potom tam jen párkrát hostovala. Učila soukromě herectví, v roce 1924 zastoupila krátce nemocnou M. Laudovou na Konzervatoři v Praze. Nějakou dobu také spolupracovala s pražským rozhlasem. Před 2. světovou válkou emigrovala do Švýcarska a později se natrvalo usadila v Lichtenštejnsku.
Hodnocení Izy: v období proniknutí realismu do Národního divadla "... v oboru salonní konversace vynikli drsně mužný Richard Schlaghammer (1873–1917) a hravě graciosní, sršivě rozmarná Iza Grégrová (*1879), předčasně zmlknuvši."
V Praze II bydlela na adrese Trojická 6.

## Dílo

### Významnější divadelní role
- Julie: Jedenácté přikázání – František Ferdinand Šamberk; Petr: Zvíkovský rarášek – Ladislav Stroupežnický; Antoinetta: Staří mládenci – Victorien Sardou; Suzanne: Svět nudy – Edouard Pailleron; Ruměna: Hadrián z Římsů – Václav Kliment Klicpera; Prokop: Paličova dcera – Josef Kajetán Tyl; Rosalinda Celie: Jak se vám líbí – William Shakespeare; Růžena: Třetí zvonění – Václav Štech; Jiřina: Čekanky – F. X. Svoboda; Anežka: Poupě – F. X. Svoboda; Sefa: Holčička – Božena Viková-Kunětická; Kralevic Václav: Falkenštejn – Jaroslav Hilbert; Lenka: M. D. Rettigová – Alois Jirásek[5]
- Máňa: Cop – Božena Viková-Kunětická; Kněžna: Lucerna – Alois Jirásek; Hedvika: Divoká kachna – Henrik Ibsen; Salome: Salome – Oskar Wilde; Kassandra: Oresteia – Aischylos[7][5]
- Giza: Král Harlekýn – Rudolf Lothar; Judita: Návrat Jerusalema – Maurice Donnay; Paní konsulová: Vodopád Giessbach – Karel Horký[7]
- Maryša: Maryša – Alois Mrštík, Vilém Mrštík[8]

### Filmová role
- Žofie Sudová: němý film Tam na horách, 1920